# Aleksandr Laveykin
Aleksandr Ivanovich Laveykin (Moscou, 21 de abril de 1951) é um ex-cosmonauta da União Soviética.
Formado em engenharia pela Universidade Técnica Estatal Bauman de Moscou em 1974, e especializado em estática de foguetes, Laveykin foi selecionado para o corpo de cosmonautas da União Soviética em dezembro de 1978. Foi ao espaço em fevereiro de 1987, na nave Soyuz TM-2, como engenheiro de voo da missão de longa duração Mir-2, realizada entre fevereiro e julho daquele ano. Passou um total de 174 dias em órbita terrestre.
Condecorado como Herói da União Soviética, retirou-se do corpo ativo da agência espacial por razões físicas, sendo considerado muito grande e pesado para uso dos trajes espaciais russos Orlan, e da Roskosmos em 1994. Desde 2007 ocupa o cargo de vice-diretor do Museu Memorial de Cosmonática, em Moscou.